# ساكورا أندو
ساكورا أندو (باليابانية: 安藤サクラ) هي ممثلة يابانية، ولدت في 18 فبراير 1986 في اليابان.

## أعمال

### أفلام
- (2008) التعرض للحب
- (2010) سويت ليتل لايز
- (2018) مسألة عائلية[7]
- (2022) احد الرجال
- (2023) وحش

### أفلام أنمي
- الخيالي (2023) - بدور ليزي.

## وصلات خارجية
- ساكورا أندو على موقع IMDb (الإنجليزية)
- ساكورا أندو على موقع ألو سيني (الفرنسية)
- ساكورا أندو على موقع أول موفي (الإنجليزية)
- ساكورا أندو على موقع قاعدة بيانات الفيلم (الإنجليزية)
- ساكورا أندو على موقع كينوبويسك (الروسية)